# خط عرض 37° جنوب
خط عرض 37° جنوب هي إحدى دوائر العرض الجغرافية، وهي دوائر وهمية تحيط بالكرة الأرضية، وموازية لخط الاستواء، وتتميز هذه الدائرة بأن الأراضي الواقعة عليها تنتمي للمنطقة المعتدلة الدفيئة.

## حول العالم
خط عرض 37° جنوب يبدأ من خط الزوال الأولي ويتجه شرقا ويمر عبر:
| الإحداثيات                           | البلد أو الإقليم أو البحر | ملاحظات |
| ------------------------------------ | ------------------------- | --- |
| 37°0′S 0°0′E / 37.000°S 0.000°E      | المحيط الأطلسي            | |
| 37°0′S 20°0′E / 37.000°S 20.000°E    | المحيط الهندي             | |
| 37°0′S 139°42′E / 37.000°S 139.700°E | أستراليا                  | جنوب أستراليا فيكتوريا (أستراليا) نيوساوث ويلز                                                                                            |
| 37°0′S 149°56′E / 37.000°S 149.933°E | المحيط الهادئ             | بحر تسمان |
| 37°0′S 174°28′E / 37.000°S 174.467°E | نيوزيلندا                 | الجزيرة الشمالية (نيوزيلندا) – مرورا بجنوب أوكلاند, through Auckland airport                                                              |
| 37°0′S 175°16′E / 37.000°S 175.267°E | خليج هوراكي [لغات أخرى]‏   | |
| 37°0′S 175°30′E / 37.000°S 175.500°E | نيوزيلندا                 | Coromandel Peninsula، الجزيرة الشمالية (نيوزيلندا)                                                                                        |
| 37°0′S 175°51′E / 37.000°S 175.850°E | المحيط الهادئ             | |
| 37°0′S 73°33′W / 37.000°S 73.550°W   | تشيلي                     | Santa María Island |
| 37°0′S 73°31′W / 37.000°S 73.517°W   | المحيط الهادئ             | |
| 37°0′S 73°11′W / 37.000°S 73.183°W   | تشيلي                     | إقليم بيو بيو – مرورا عبر كورونل (في 37°0′S 73°10′W / 37.000°S 73.167°W)                                                                  |
| 37°0′S 71°9′W / 37.000°S 71.150°W    | الأرجنتين                 | نيوكوين (محافظة) محافظة مندوزا لا بامبا (محافظة) بوينس آيرس (محافظة) – مرورا عبر بينامار (في 37°0′0″S 56°47′30″W / 37.00000°S 56.79167°W) |
| 37°0′S 56°45′W / 37.000°S 56.750°W   | المحيط الأطلسي            | مرورا بشمال the جزيرة تريستان دا كونا, سانت هيلين                                                                                         |